# ニッケルスドルフ駅
ニッケルスドルフ駅（ニッケルスドルフえき）はオーストリア連邦ブルゲンラント州ノイジードル・アム・ゼー郡にある、オーストリア国鉄700号線の駅である。

## 駅構造

### ホーム
2面2線の地上駅。相対式2面2線の駅である。
| 番線 | 路線    | 方向   | 行先                   | 備考                             |
| ---- | ------- | ------ | ---------------------- | -------------------------------- |
| 1    | 700号線 | 東方向 | ジェール方面           | 快速、普通                       |
| 1    | 700号線 | 西方向 | ブルック、ウィーン方面 | 快速、普通（当駅始発の一部のみ） |
| 2    | 700号線 | 西方向 | ブルック、ウィーン方面 | 快速、普通（大部分）             |

### ダイヤ[1]
- 快速・普通合わせて、概ね2時間に1本停車する。
- ブルック - ヘジェシュハロムの区間運転のみが普通として運行し、他は全て快速である。なお、快速でも、ブルック - ジェール間は各駅に停車する。
- 周辺は駅間隔が長めなので、特にオーストリア側は普通列車も事実上快速に近い。

## 隣の駅
オーストリア国鉄
700号線
快速、普通
ツアンドルフ駅 - ニッケルスドルフ駅 - ヘジェシュハロム駅

## その他
オーストリア最東端の駅で、ハンガリーとの国境に近い。なお、国境駅としての役割は、事実上、ハンガリー側のヘジェシュハロム駅が担っている。